# Hollandse Biesbosch

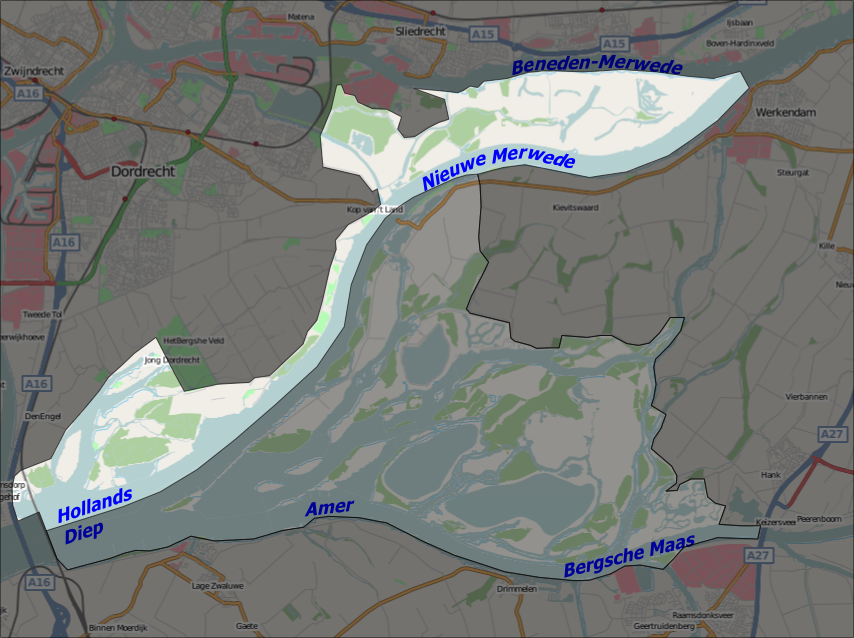
Hollandse deel van de Biesbosch is hier lichter van kleur

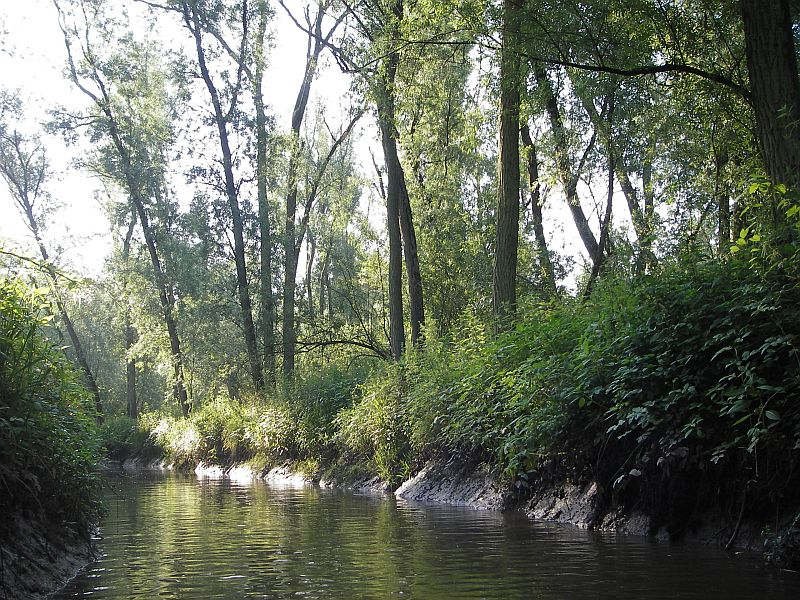
Kreek bij laagwater

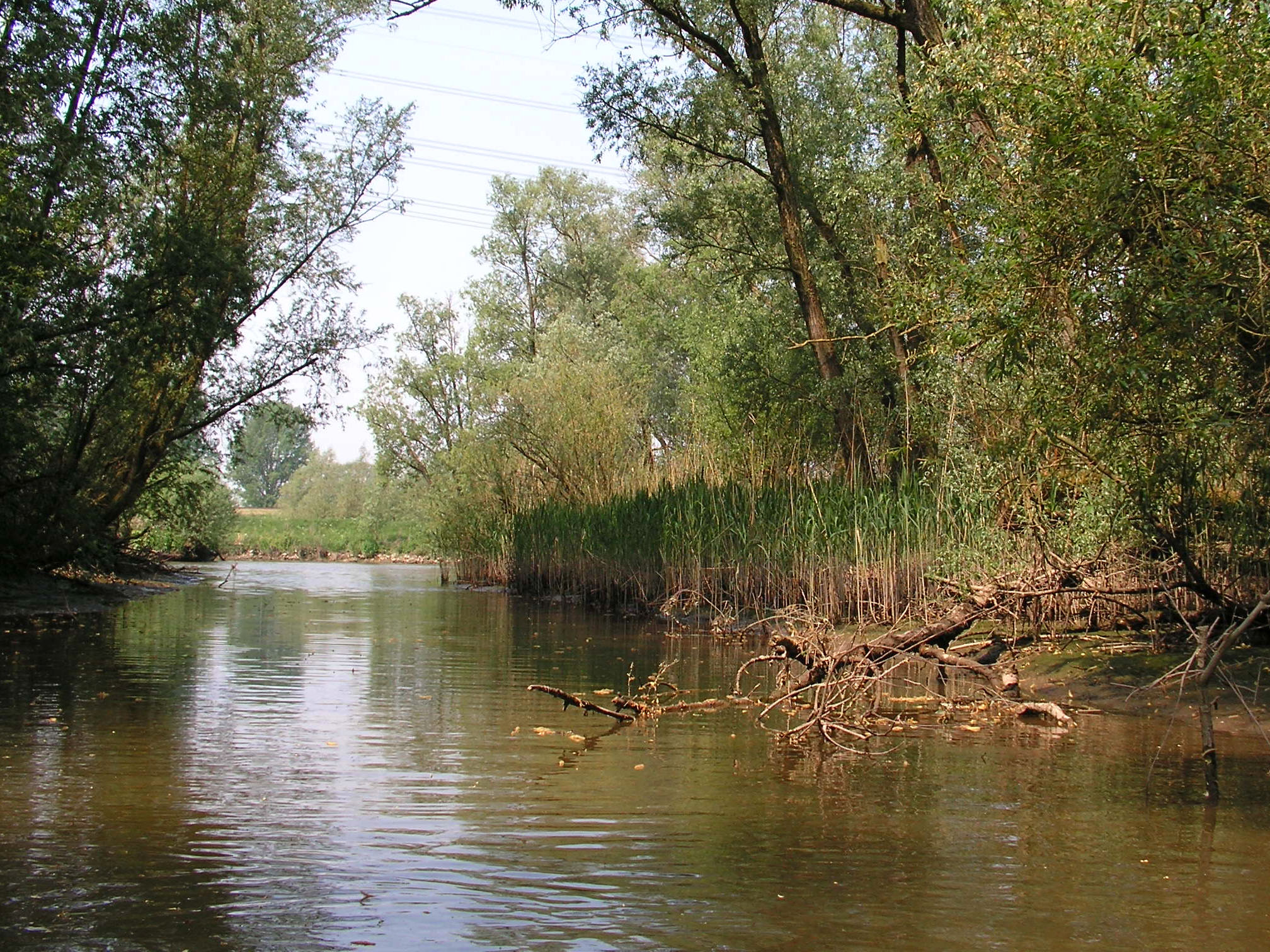
Ooibos

De Hollandse Biesbosch is een natuurgebied tussen de Nieuwe Merwede en de Beneden-Merwede. Het maakt samen met de Brabantse Biesbosch deel uit van het Nationaal Park De Biesbosch.

## Situatie
De Hollandse Biesbosch bestaat uit de Sliedrechtse en de Dordtse Biesbosch. Beide liggen in de gemeente Dordrecht. Het Dordtse gedeelte is minder ruig, beter toegankelijk en bestaat voor een groot deel uit polders. De Sliedrechtse Biesbosch staat via het Wantij in verbinding met de Beneden Merwede, en kent daardoor een getijdeverschil van ongeveer 70 cm en stroomsnelheden tot 4 km/u. Het gebied is over water bereikbaar, vanaf Dordrecht via het Wantij, vanaf de Beneden-Merwede via de Helsluis en vanaf de Nieuwe Merwede via de Ottersluis.

## Fauna
De Hollandse Biesbosch biedt rust en voedsel aan tienduizenden watervogels zoals nonnetje, grote zaagbek, brandgans en kolgans. Roofvogels gebruiken de Biesbosch graag als winterverblijf. De zeearend is sinds ca. 2010 vaste bewoner van het gebied.
Ook reeën en bevers zijn in de Hollandse Biesbosch te vinden. Het getijdeverschil vormt soms een probleem voor de reeën, omdat bij hoge waterstand hun buitendijkse leefterrein overstroomt. Ze trekken zich dan noodgedwongen groepsgewijs terug op de polderkaden.

## Bezoekerscentrum
Het bezoekerscentrum van de Hollandse Biesbosch is gevestigd te Dordrecht. In oktober 2003 werd dit Biesboschcentrum Dordrecht geopend, men vindt er informatie over de geschiedenis en de flora en fauna van het gebied. 